# Eumacronychia elita
Eumacronychia elita är en tvåvingeart som beskrevs av Townsend 1892. Eumacronychia elita ingår i släktet Eumacronychia och familjen köttflugor. Inga underarter finns listade i Catalogue of Life.